# Пйотрове-Поле
Пйотрове-Поле (пол. Piotrowe Pole) — село в Польщі, у гміні Ілжа Радомського повіту Мазовецького воєводства.
У 1975-1998 роках село належало до Радомського воєводства.